# Ajith Kumar
Ajith Kumar (tamil:அஜித் குமார்), född 1 maj 1971 i Secunderabad, är en indisk skådespelare, manusförfattare och racerförare.

## Racingkarriär
Kumar, som normalt sett är skådespelare, körde ett fåtal race i det indiska mästerskapet Formula Maruti 2002 och tog sig sedan upp i Formula BMW Asia 2003, där han slutade sjua totalt. 2004 körde han halva säsongen i Brittiska Formel 3 i det så kallade Scholarship class. Han tog där två tredjeplatser som bäst. 
Efter sex års uppehåll från racingen gjorde han comeback i FIA Formula Two Championship 2010, men försvann från mästerskapet efter tre tävlingshelger.
| År                                               | Klass/Mästerskap                              | Team                               | Bil                        | Totalt/poäng | Bästa placering     |
| ------------------------------------------------ | --------------------------------------------- | ---------------------------------- | -------------------------- | ------------ | ------------------- |
| 2002                                             | Formula Maruti                                | ?                                  | ?                          | 4:a/?p       | ?                   |
| 2003                                             | Formula BMW Asia                              | ?                                  | ?                          | 7:a/?p       | ?                   |
| 2004                                             | Brittiska F3-mästerskapet - Scholarship class | Mango Racing                       | Dallara F301 (Mugen Honda) | 7:a/70p      | Två tredjeplatser   |
| 2010                                             | FIA Formula Two Championship                  | Goodwill Motorsport (huvudsponsor) | Williams JPH1B F2 (Audi)   | -/0p         | Tå trettondeplatser |
| Senast uppdaterad: 2010-09-19 (5197 dagar sedan) |                                               |                                    |                            |              |                     |